# Christof von Graben zum Stein
Christof von Graben zum Stein, auch Hans Christof von Graben zum Stein (* 1596; † 6. April 1628) war ein kärntnerischer Edelmann und Herr von Stein.

## Biografie

### Herkunft
Christof von Graben zum Stein entstammte dem weitverzweigten Geschlecht der Herren von Graben aus deren Linie am Stein. Seine Eltern waren Oswald von Graben zum Stein und dessen Frau Sabina von Denburg. Die Herren von Graben zur Linie Stein waren seit der Mitte des 15. Jahrhunderts in und um Lienz begütert und ansässig, vollzogen im Laufe des 16. Jahrhunderts einen gesellschaftlichen Abstieg hin zum niedrigen Landadel und zu lokalen landesfürstlichen Amtmännern. Ihre Eheschließungen gingen sie nicht mehr exklusiv mit altadeligen Edelleuten ein, sondern auch gelegentlich mit Patriziern, neugeadelten Gewerken als auch Handelsverwesern, Gewerbetreibenden etc. Christof von Graben zum Stein selbst ehelichte mit Magdalena von Katzenloher-Fragsburg, Erbin der Fragsburg in Villanders. Dieser Ehe entsprang wohl nur ein Sohn, Christof David von Graben zum Stein, der letzte der Graben, der die Herrschaft Stein besaß.

### Tätigkeit in Innsbruck
Über Christof von Graben zum Steins angebliche Tätigkeit in Innsbruck gibt es diverse Quellen. Einerseits war er laut dem Historiker Rudolf von Granichstaedten-Czerva Kanzleibeamter und Stachelschützenmeister, andererseits wird dieses Amt Christof den Jüngeren von Grabenstein zugeordnet. Erneut nach Granichstaedten-Czerva stand Von Graben im Besitz einiger Stadthäuser, so ab 1608 das Weinhart-Haus in der Stiftgasse 11. Von 1609 bis 1614 war er im Besitz der Fieger-Häuser in der Maria-Theresien-Straße 35. Diese Angaben sind aber aufgrund Von Grabens Geburtsdatum mit 1596 zweifelhaft. Eventuell wurde Christof von Graben hierbei erneut mit Christoffer Graber resp. ab 1572 Christof Graber von Grabenstein verwechselt, der im 16. und 17. Jahrhundert eben in Innsbruck wirkte, aber ein gänzlich anderes Wappen mit einem steigenden goldenen Löwen auf blauem Grund führte. Hierzu siehe: „Tiroler Wappen. Die Fischnaler Wappenkartei“.

### Feudalherr

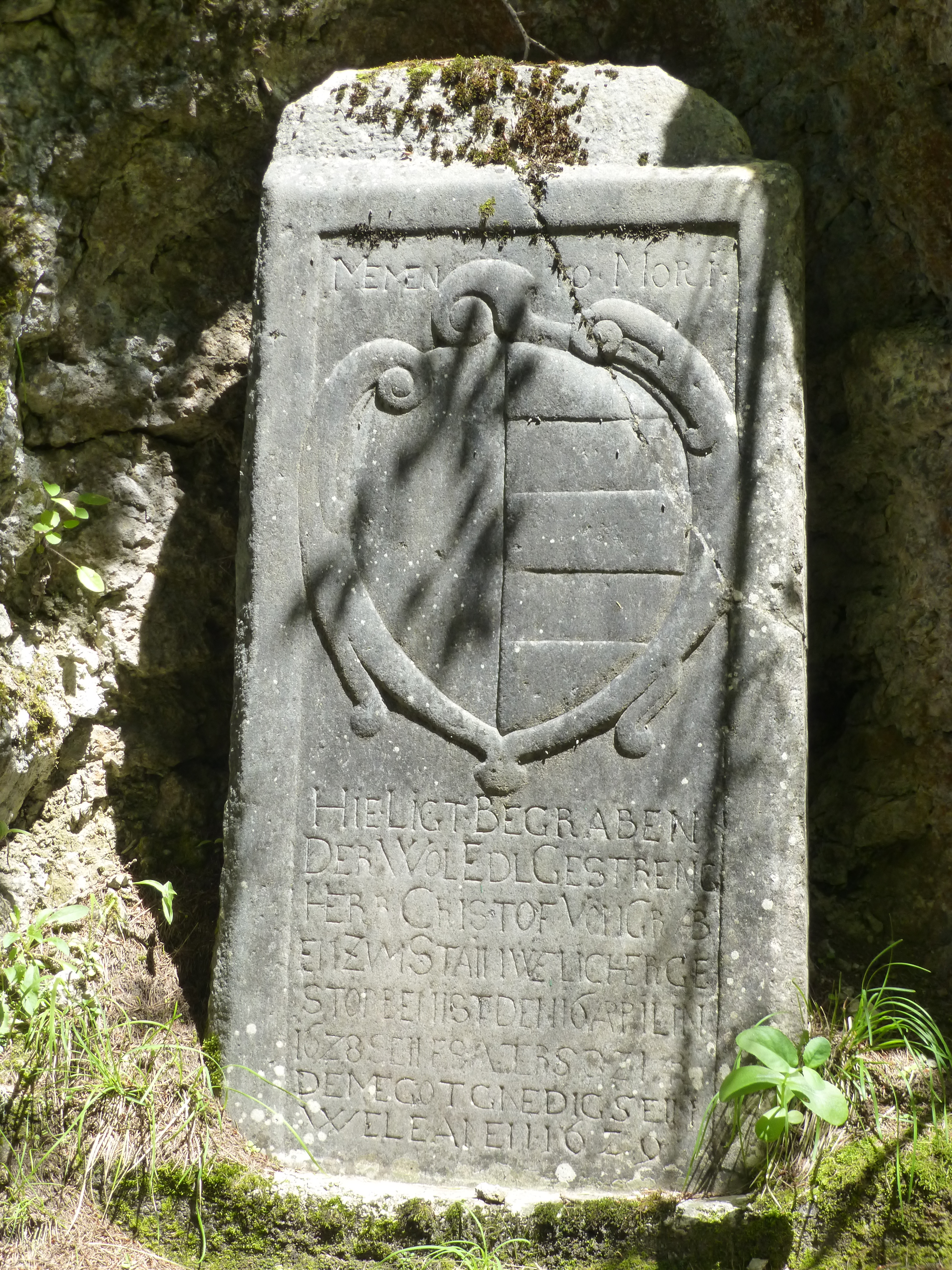
Grabstein des Christof von Graben zum Stein auf Stein

Christof von Graben zum Stein erbte von seinem Vater das mannesstämmige Lehen Stein. Da er aber, so wie all seine Geschwister, beim Erbfall noch unmündig war, ist deren Onkel Adam von Staudach als Gerhab (Vormund) aufgetreten. Aufgrund der mit hohen Schulden belasteten Herrschaft, so auch Steuerschulden an das Land, musste Von Staudach um einen Lehensurlaub ansuchen, um den Kindern das väterliche Erbe zu bewahren, was auch gelang. Weitere väterliche Güter erbte Hans Christof in und um Lienz. Hierbei ist der Ansitz Graben in der Hans von Graben Gasse zu nennen, darüber hinaus eventuell Besitz in und um Toblach (Südtirol) sowie der Ansitz Günn in Schwaz (Nordtirol). Auch zu Obervellach erbte er diverse Güter und Güteln. Zum Erbe weiters gehörten auch der Hof zu Potschling bei Stein sowie diverse Almen in den Karnischen Alpen.

## Information
Die Daten zu diesem Artikel wurden aus der Von Graben Forschung von Matthias Laurenz Gräff übernommen.